# Alexis Hély d'Oissel
Pour homme politique, voir Jean Hély d'Oissel.
Pour les articles homonymes, voir Hély d’Oissel.
Alexis Roger Hély d'Oissel est un officier de l'armée française né le 12 juin 1859 à Paris où il est mort le 27 octobre 1937. Il a participé à la Première Guerre mondiale, la terminant comme général de division.

## Biographie

### Famille et début de carrière
Alexis Roger est le fils d'Arthur Hély d'Oissel (1816-1864) et d'Adèle Zoé Bérard (1825-1882), et le petit-fils de Frédéric, baron Hély d'Oissel, ancien préfet d'Empire et député de la Seine-Inférieure. Il s'est marié le 29 avril 1884 avec Charlotte de Mandell d'Écosse, petite-fille de Charles Armand Septime de Faÿ de La Tour-Maubourg ; ils eurent deux filles, Marie Hély d'Oissel (1886-1950), mariée à André de Laboulaye, et Suzanne Hély d'Oissel (1888-1971), mariée à Luiz Bemberg.
Sorti major de sa promotion de l'École spéciale militaire de Saint-Cyr en 1880, puis major de l'École de cavalerie de Saumur (1882), il sert dans la cavalerie puis intègre l'École supérieure de guerre, d'où il sort encore major en 1890. Il est fait chevalier de la Légion d'honneur (1903), officier (1913) commandeur (1915) et enfin grand officier (1920) ; il reçoit la croix de guerre 14-18 avec palmes, ainsi que la médaille interalliée de la Victoire.

### Première Guerre mondiale
Roger Hély d'Oissel commande le 19e régiment de chasseurs à cheval en 1912 à Abbeville. Nommé général de brigade le 25 septembre 1912, il commande la 8e brigade de cavalerie.
Il est chef d'état-major de la 5e armée en août 1914 (armée commandée par le général Charles Lanrezac). Il joue un rôle déterminant dans le mouvement de retrait de la 5e armée à l'aile gauche des forces françaises et à la jonction du corps expéditionnaire britannique, pour leur éviter l'encerclement par les forces allemandes. Il participe à la victoire de Guise du 29 août qui retarde l'avancée allemande. Il reprend l'offensive à la Marne le 6 septembre sous le général Franchet d'Espèrey.
Nommé général de division le 29 septembre 1914, il prend le commandement de la 7e division de cavalerie puis de la 38e division d'infanterie (bataille de l'Yser et front de Nieuport). Le 20 mai 1915, il prend le commandement du 36e corps d'armée (sur le front belge) et simultanément, le commandement de la région fortifiée de Dunkerque.
En août 1916, il prend le commandement du 8e corps d'armée (Meuse, Somme, Argonne et Champagne). Quoique blessé le 29 mars 1918, il participe à l'offensive du 16 juillet 1918 qu'il poursuit jusqu'en Belgique où il se trouve au moment de l'armistice. Il prend sa retraite par anticipation le 27 novembre 1919 et est versé dans le cadre de réserve. Comme de nombreux généraux, il travaillait à l’édification de monuments en hommage aux morts et batailles de la Grande Guerre comme le Aux Morts des Armées de Champagne.

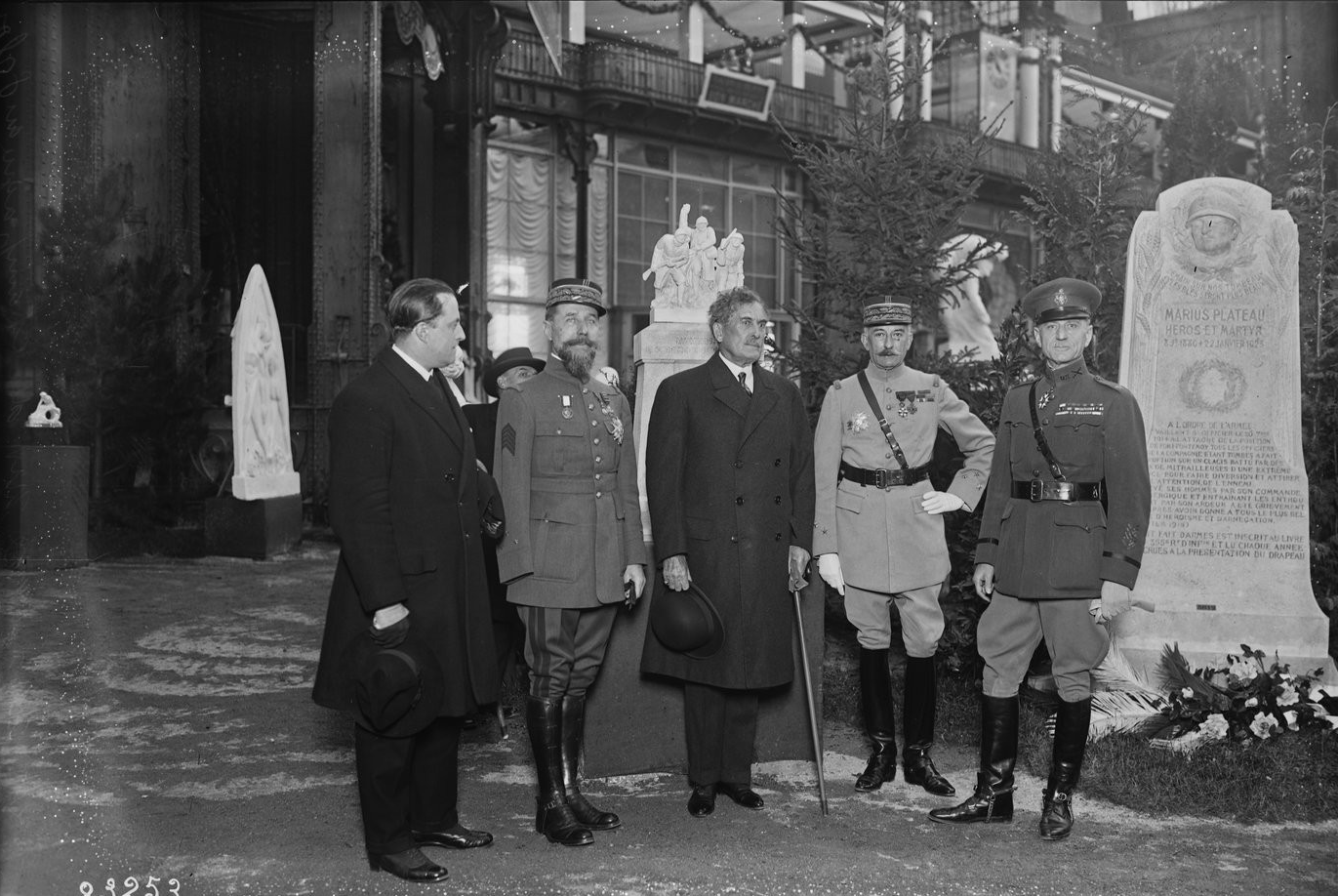
Posant devant la satuaire pour le monument Aux Morts des Armées de Champagne avec Gouraud, l'ambassadeur Myron Herrick et Real del Sarte.

Il possédait le château du Quesnay à Saint-Saëns. Grand amateur de chasse, il dessinait aussi avec talent.
Il est mort le 27 octobre 1937 à son domicile au 167 rue de l'Université (Paris 7e). Ses obsèques sont célébrées dans l'église Saint-Pierre-du-Gros-Caillou et il est inhumé à Saint-Saëns.

## Distinctions
- Croix de guerre 1914-1918 (1915)
- Grand officier de l'ordre de Léopold
- Grand officier de la Légion d'honneur (1920)
- Médaille interalliée de la Victoire
- Chevalier commandeur de l'Ordre du Bain

## Pour approfondir